# 富士河口湖足和田中継局
富士河口湖足和田中継局（ふじかわぐちこあしわだちゅうけいきょく）は、山梨県南都留郡富士河口湖町にあるテレビ中継局。

## 概要
- 当中継局は、山梨県の富士河口湖町の富士五湖の一つ河口湖の西部の一部をカバーしている。

## 中継局

### デジタル放送
置局なし 富士吉田中継局を受信する。

### アナログ放送
| 放送局名          | チャンネル | 空中線電力           | ERP                 | 放送対象地域 | 放送区域内世帯数 |
| NHK甲府教育テレビ | 53ch       | 映像500mw /音声230mw | 映像1.3w /音声670mw | 全国         | 約-世帯          |
| NHK甲府総合テレビ | 55ch       | 映像500mw /音声230mw | 映像1.3w /音声670mw | 山梨県       | 約-世帯          |
| UTYテレビ山梨     | 57ch       | 映像500mw /音声230mw | 映像1.3w /音声670mw | 山梨県       | 約-世帯          |
| YBS山梨放送       | 59ch       | 映像500mw /音声230mw | 映像1.3w /音声670mw | 山梨県       | 約-世帯          |

## 置局住所
- 南都留郡富士河口湖町大嵐（足和田山東）